# Antoinette Sayeh
Antoinette Monsio Sayeh (Monrovia, 12 de julio de 1958 ) es una economista liberiana. Desde marzo de 2020 es subdirectora gerente del Fondo Monetario Internacional (FMI). Fue ministra de Finanzas de Liberia de 2006 a 2008 durante la presidencia de Ellen Johnson Sirleaf.

## Trayectoria
Se graduó de Swarthmore College y The Fletcher School of Law and Diplomacy, donde recibió su maestría y doctorado en Relaciones Económicas Internacionales. Tras su doctorado en Estados Unidos regresó a Liberia a principios de los años 80, siendo consejera en el Ministerio de Finanzas y Planificación bajo el régimen militar de Samuel Doe. Finalmente deja el puesto y se incorpora al Banco Mundial donde trabajó como directora de país para Benín, Níger y Togo y trabajó en la gestión de las finanzas públicas y la reforma del servicio civil en Pakistán. Según la BBC, Sayeh ha "deleitado a las instituciones financieras internacionales" como Ministro de Finanzas.
Desde 2007, Sayeh fue miembro del Consejo Asesor de Alto Nivel sobre Empoderamiento Económico de las Mujeres del Grupo del Banco Mundial, que fue presidido por Danny Leipziger y Heidemarie Wieczorek-Zeul .
En enero de 2006 fue nombrada Ministra de Finanzas en el gabinete de la presidenta de Liberia, Ellen Johnson Sirleaf, siendo la segunda mujer en la historia de Liberia en ocupar ese puesto, la primera fue la propia Ellen Johnson Sirleaf. Ocupó el cargo hasta junio de 2008.
Se desempeñó como Directora del Departamento de África en el FMI del 14 de julio de 2008 al 31 de agosto de 2016.
Desde 2016, Sayeh ha sido miembro visitante distinguido en el Centro para el Desarrollo Global (CGD) y también fue copresidenta externa de la 19.ª Reposición de la Asociación de Desarrollo Internacional del Grupo del Banco Mundial (IDA19). 
En febrero de 2020 fue propuesta como subdirectora gerente del FMI sustituyendo en el puesto a David Lipton, en el equipo dirigido por Kristalina Georgieva.